# 朗蒂尼 (卢瓦尔省)
朗蒂尼（法語：Lentigny，法語發音：[lɑ̃tiɲi]）是法国卢瓦尔省的一个市镇，属于罗阿讷区。

## 地理
朗蒂尼（45°59'42"N, 3°58'51"E）面积11.3 平方千米，位于法国奥弗涅-罗讷-阿尔卑斯大区卢瓦尔省，该省份为法国中南部省份，北起顺时针与索恩-卢瓦尔省、罗讷省、伊泽尔省、阿尔代什省、上盧瓦爾省、多姆山省和阿列省接壤。
与朗蒂尼接壤的市镇（或旧市镇、城区）包括：圣安德烈达普雄、维勒蒙泰、维勒雷、乌什、圣阿尔邦莱索、圣让-卢瓦尔河畔圣莫里斯。
朗蒂尼的时区为UTC+01:00、UTC+02:00（夏令时）。

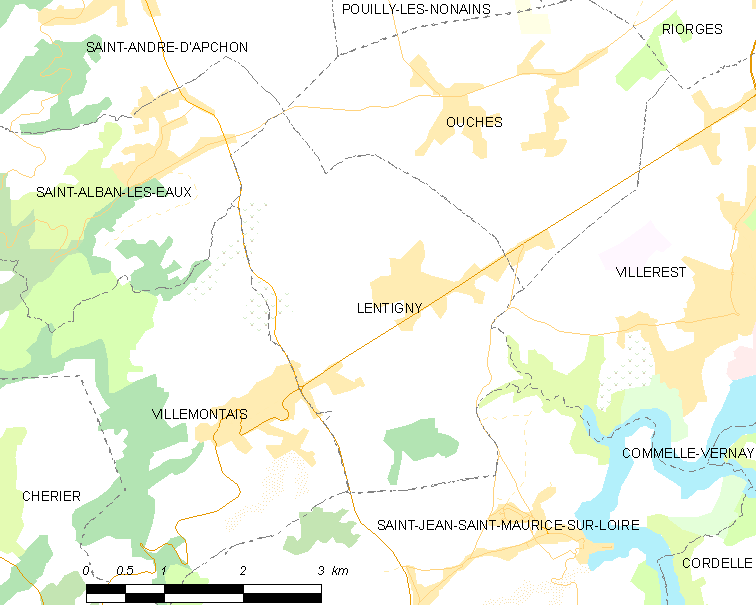
朗蒂尼的OSM定位图

## 行政
朗蒂尼的邮政编码为42155，INSEE市镇编码为42120。

## 政治
朗蒂尼所属的省级选区为勒奈松县。

## 人口

1962-2008年间朗蒂尼人口变化图示

朗蒂尼于2022年1月1日时的人口数量为1794人。